# Aaronsohnia factorovskyi
Aaronsohnia factorovskyi là một loài thực vật có hoa trong họ Cúc. Loài này được Warb. & Eig miêu tả khoa học đầu tiên năm 1927.